# Pseudoniphargus longiflagellum
Pseudoniphargus longiflagellum is een vlokreeftensoort uit de familie van de Allocrangonyctidae. De wetenschappelijke naam van de soort is voor het eerst geldig gepubliceerd in 1999 door Fakhar-el-Abiari, Oulbaz, Messouli & Coineau.